# 유리 하모니카

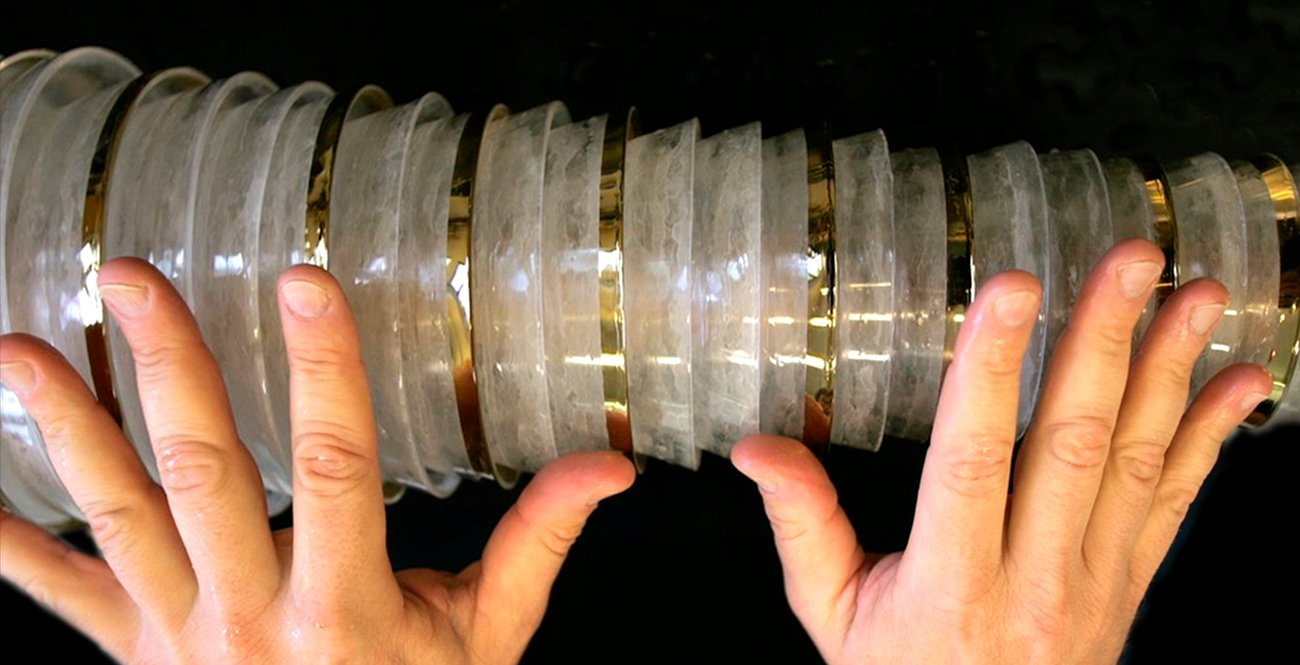

유리 하모니카(영어: Glass Harmonica)는 글라스 하모니카라고도 하며 유리 그릇들을 가로로 겹처놓고, 손잡이를 돌리면서 '림'에 손가락을 대어 연주한다. 1761년 벤저민 프랭클린이 발명했다. 호른보스텔-작스 분류로는 몸울림악기에 속한다. 이 악기를 기용한 사람으로는 볼프강 아마데우스 모차르트, 루트비히 판 베토벤, 카미유 생상스, 리하르트 슈트라우스 등이 있다.

## 같이 보기
- 하모니카
- 워터폰